# Krossfjorden
Krossfjorden is een fjord van het eiland Spitsbergen, dat deel uitmaakt van de Noorse eilandengroep Spitsbergen.
De naam van het fjord betekent kruis-fjord.

## Geografie
Het fjord is noordoost-zuidwest georiënteerd en heeft een lengte van ongeveer 30 kilometer. Ze mondt in het zuidwesten uit in de Groenlandzee. Ze ligt aan de westkust van het eiland en vormt de grens tussen het noordelijker gelegen Albert I Land en het zuidelijker gelegen Haakon VII Land.
Het fjord vertakt zich aan de noordoostzijde in twee takken: Lilliehöökfjorden en Möllerfjorden.
Ongeveer 60 kilometer noordelijker ligt de monding van het fjord Magdalenefjorden, direct naar het zuiden begint het fjord Kongsfjorden en daar direct ten westen van de zeestraat Forlandsundet.